# Sri (filme)
Sri é um filme de drama indonésio de 1999 dirigido e escrito por Marselli Sumarno. Foi selecionado como representante da Indonésia à edição do Oscar 2000, organizada pela Academia de Artes e Ciências Cinematográficas.

## Elenco
- Rini Ariyanti - Sri